# 亞歷山德里夫卡 (舍夫琴科韋市鎮)
49°39′6″N 37°12′25″E / 49.65167°N 37.20694°E
亞歷山德里夫卡（羅馬化：Oleksandrivka）是位於烏克蘭東部的村莊，由哈爾科夫州庫皮揚斯克區的舍夫琴科韦市镇負責管轄。該村距離彼得羅皮利亞2.5公里，始建於1893年，面積0.89平方公里，海拔高度139米，2001年人口170。